# Shinkokin-wakashū
Shinkokin-wakashū (jap. 新古今和歌集 auch: 新古今集 Shin Kokinshū, oder Shin Kokin dt. etwa Neue Sammlung alter und moderner Gedichte) ist eine Waka-Anthologie aus der ausgehenden Heian-Zeit Japans.
Sie wurde 1205 anlässlich des 300. Jahrestages des Erscheinens der Kokin-wakashū-Anthologie zusammengestellt. Die Anthologie wurde auf Befehl des bereits abgelösten Tennō Go-Toba (1180–1239) von Fujiwara no Teika, Fujiwara no Ariie (Kujō Ariie), Fujiwara no Ietaka, Jakuren, Minamoto no Michitomo und Asukai Masatsune kompiliert. Sie umfasst 10 Rollen mit etwa 2.000 Waka.